# Aclamação real
A Aclamação era uma cerimónia ritual e sacralizada, que ocorria em praça pública e perante os seus súbditos representantes de todos os corpos sociais (clero, nobreza e povo), na qual um herdeiro ao trono assumia o seu reinado, de acordo com a tradição contratualista de uma determinada monarquia soberana. Nesse caso essa entronização poderia ser ou não acrescentada com uma coroação.

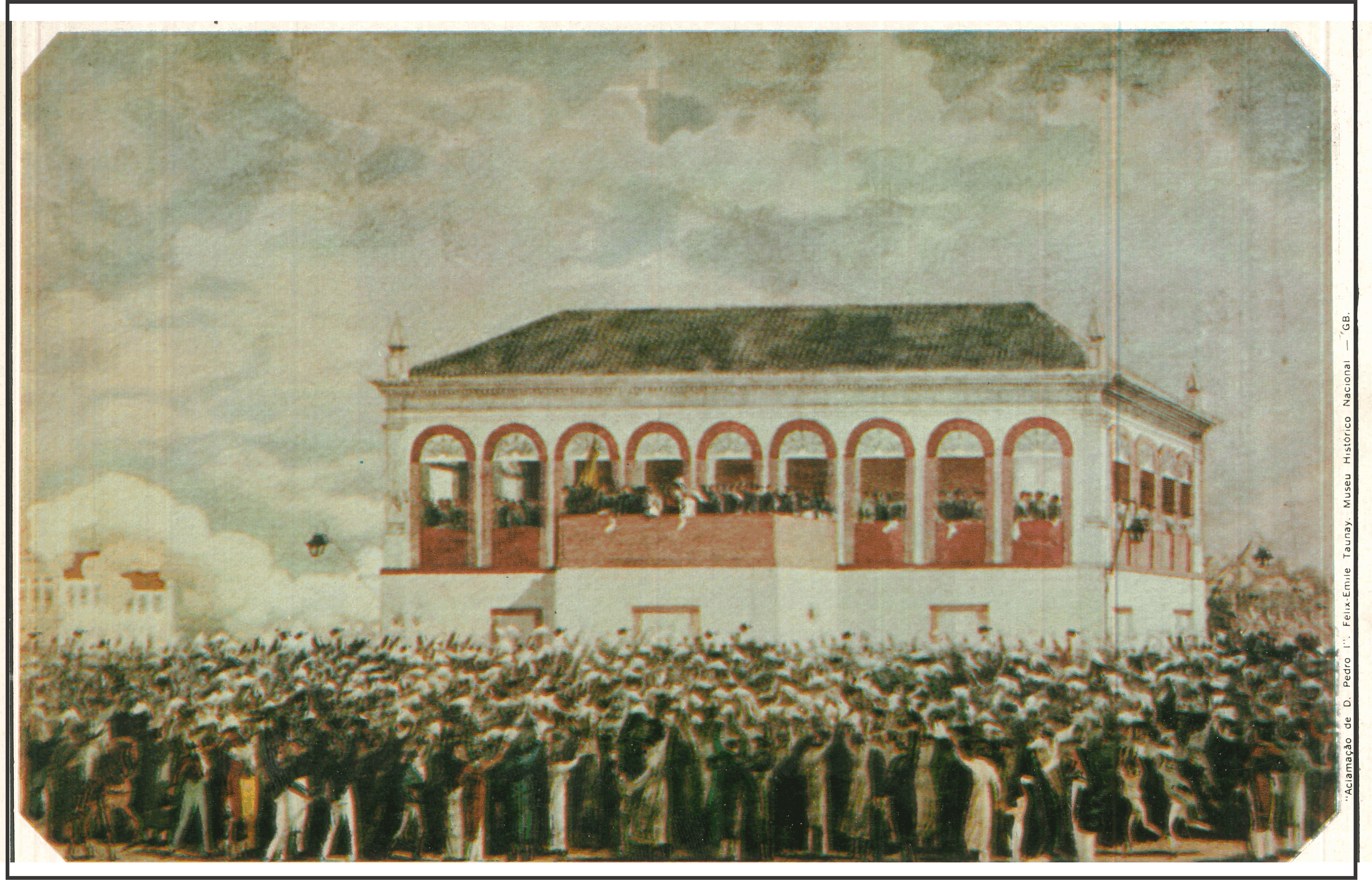
Aclamação de D. Pedro I, pintura de Félix-Émile Taunay 1822.

No que toca ao aspecto jurídico, esta cerimónia era o momento em que o soberano assumia publicamente o trono que lhe era de direito por hereditariedade e legitimidade. Ao mesmo tempo, era o espaço em que se prestavam os juramentos: o rei jurava bem reger e governar seus povos de acordo com as tradições e os súditos se comprometiam acolher e respeitar seu novo monarca.
Era costume que a festividade cerimonial, organizada para assistir ao momento do sucessor ser entronizado, depois que este era "levantado, reconhecido", devesse ocorrer três dias depois das devidas exéquias fúnebres que acompanhavam o enterro do anterior reinante,. No entanto, por vezes, a preparação da exigente pompa e circunstância que acompanhava este evento e o mau tempo faziam atrasar a mesma.

## Protocolo
A aclamação marcava a chegada de um novo rei de forma jurídica e simbólica, utilizando para isso de um rígido protocolo que delimitava as acções a serem tomadas, as pessoas e objetos que deveriam estar presentes, e as palavras a serem proferidas.
Tudo segue uma progressão e um cálculo bem definidos. O ato solene da aclamação do rei, para adquirir publicidade e, por conseguinte, eficácia e legitimidade, deve realizar-se aos olhos de um corpo de testemunhas que represente a comunidade. Portanto, a publicação deve enraizar-se no espaço comum da cidade, onde se congrega a coletividade: primeiro a Igreja Colegiada durante a liturgia vespertina, depois as “ruas públicas”, em seguida a torre; por fim as praças, as fontes e os templos onde a adesão da população é disputada. Mas para que a publicidade se consume, o público de testemunhas deve antes ser conclamado, o que se faz pelo uso reiterado e ritualístico dos sons e símbolos comunais: as batidas com a muleta no chão da igreja; o brado inflamado do primeiro aclamador; o clamor de sua coorte que, qual microcosmos da comunidade.

## Seus Símbolos
O Rei ocupava um trono, em grande uniforme, de chapéu na cabeça e cetro na mão, estando a coroa colocada numa almofada ao lado dele.
Depois, ajoelhado diante de um missal e de uma cruz, o novo rei jurava proteger os ‘bons costumes, privilégios, graças, mercês e liberdades e franquias … pelos reis passados dados.
A seguir ao Juramento o Rei recebia o ceptro – símbolo da Justiça – das mãos do camareiro-mor e proferia a Fala do Trono. De seguida, seguia-se o beija-mão aos presentes. Terminado o ‘levantamento’ do rei, em que o estrado fazia as vezes do escudo, seguia-se a ‘aclamação’ propriamente dita. Só assim ficava completa a cerimónia. A Bandeira Real, que era transportada e recolhida pelo alferes-mor, era desfraldada na varanda do Palácio Real e o mesmo oficial da corte soltava diante do Povo o pregão conhecido como Brado de Aclamação. Esta consistia na repetição do pregão ‘real, real, real pelo muito alto e muito poderoso senhor El-rei Dom (nome) nosso senhor.’ Os presentes repetiram este brado, consumando assim o acto.

## Portugal
Na constituição monárquica do Reino de Portugal, provinha a especificidade portuguesa da aclamação do rei, que legitimava a preeminência régia enquanto reconhecimento da vontade nacional, e por outro modo, a consagração de um direito de resistência dos povos – clero, nobreza e povo.
No caso particular português, o monarca é aclamado e nunca imposto. Ou seja, apesar do príncipe herdeiro suceder ao rei falecido existe uma participação popular que ratifica essa sucessão sendo que esse passo é o acto jurídico que verdadeiramente faz o novo reinante.
Não ocorria coroação: a coroa era objeto simbólico presente no cerimonial, porém ela não era colocada na cabeça do soberano. A monarquia portuguesa trai aqui o seu remoto passado germânico.
Segundo Jacqueline Hermann, a coroa não assumiu para os reis portugueses o caráter fundamental que teve a outras monarquias: o cetro, no caso lusitano, era o objeto mais fundamental.
Outros autores associam este papel secundário da coroa no cerimonial português ao mito sebastianista, no qual, o rei D. Sebastião teria levado consigo a coroa portuguesa e, desde então, os reis não foram mais coroados.
Mas, a verdade é que, desde o século XII que era a ‘aclamação’ a legitimar o Rei de Portugal. Cada uma repetia, quase como um rito, o gesto dos cavaleiros que antes da Batalha de Ourique levantaram num escudo Afonso Henriques e declararam o seu príncipe como rei. Por isso, nas crónicas, os reis de Portugal são ‘levantados’, ‘alçados’ ou ‘aclamados’ e não ‘coroados’, ‘ungidos’ ou ‘entronizados.
Deve notar-se, porém, que, pelo menos durante a primeira dinastia portuguesa, os reis portugueses eram também coroados. Em 1179 o Papa dera a Afonso Henriques a coroa e as restantes regalias e, pela mesma altura, definiu-se mesmo uma liturgia para os bispos portugueses celebrarem. Os primeiros reis seguiram a tradição de se fazerem coroar em Coimbra. No entanto, tratava-se de uma cerimónia que tinha implicações políticas indesejadas para o rei e para o reino: se fosse o rito da coroação a constituir o rei, o clero poderia subalternizar o papel do monarca.
Note-se que, no particular português, desde Dom João IV de Portugal que não havia imposição formal da coroa, pois coube ao Restaurador a derradeira vez em que a Coroa dos Reis de Portugal foi colocada, pois o monarca haveria de oferecer a Coroa de Portugal a Nossa Senhora da Conceição, pela protecção concedida durante a Restauração, coroando-a Padroeira de Portugal – nas coroações de outros monarcas que haveriam de se seguir, durante a Cerimónia de Coroação a Coroa Real seria sempre acomodada numa almofada encarnada ao lado do novo Rei, como símbolo real, e não na cabeça do monarca.
No contexto da monarquia constitucional, adaptada para a aclamação do rei D. Pedro V em 1855, estas cerimónias passaram a ser compostas por dois grandes momentos simbólicos: Primeiro o juramento em Cortes (no Parlamento, composto pela reunião da Câmara dos Deputados com a Câmara dos Dignos Pares do Reino); depois a aclamação popular através da cerimónia de entrega das chaves da cidade em ritual público na principal praça de Lisboa.
Mas D. Carlos, passou o segundo momento da cerimónia para o interior do novo edifício da câmara municipal de Lisboa e apenas apresentou-se ao povo durante uma parada militar.